# Hieracium laetifolium
Hieracium laetifolium es una especie de planta con flor del género Hieracium, de la familia Asteraceae, orden Asterales.

## Distribución
Hieracium laetifolium se distribuye por Suecia y Noruega.

## Taxonomía
Fue descrita científicamente por (Dahlst. ex Zahn) Dahlst. ex Johanss. & Sam.
Tratamiento taxonómico
La especie aparece registrada en una sección de la publicación Dalarn. Hierac. Vulg.